# Operculina aequisepala
Operculina aequisepala är en vindeväxtart som först beskrevs av Karel Domin, och fick sitt nu gällande namn av R. W. Johnson. Operculina aequisepala ingår i släktet Operculina och familjen vindeväxter. Inga underarter finns listade i Catalogue of Life.